# Casa blava de Sibiu
La Casa blava de Sibiu (en romanès: Casa Albastră din Sibiu) es troba a Piața Mare, núm. 5, a prop del palau Brukenthal. L'edifici data del segle xv, però el seu nom actual es va donar el 1819. Està feta a l'estil barroc tardà. La façana, organitzada a l'altura de dos pisos, està dominada per les golfes triangulars decorades amb l'escut de Sibiu.
Alguns detalls a l'interior del monument –el pas de volta a la creu, alguns marcs del gòtic tardà, conservats fragmentàriament i encastats a les parets, les voltes de les habitacions de la planta baixa– denoten una antiguitat molt més gran. Amb el pas del temps, l'edifici ha sofert diverses intervencions, de manera que, a part dels pocs elements conservats, no presenta un interès particular.
El cos posterior de l'edifici va acollir entre 1768-1783, quan era propietat del baró von Moringer, representacions teatrals, per servir un segle més tard a l'Acadèmia de Dret, creada el 1844, i després d'uns anys es va convertir en la seu de la Societat de Ciències Naturals (1858-1862). A mitjan segle xix, també funcionava aquí la botiga de roba "Al duc de Reichstadt".
Actualment, l'interior de l'edifici inclou zones del Museu Nacional de Brukenthal.